# Conus mus
Conus mus е вид охлюв от семейство Conidae. Видът не е застрашен от изчезване.

## Разпространение и местообитание
Разпространен е в Аруба, Белиз, Бонер, Венецуела, Кайманови острови, Колумбия, Коста Рика, Куба, Кюрасао, Мексико (Кинтана Ро и Юкатан), Панама, Пуерто Рико, Саба, Свети Мартин, Сен Естатиус, Синт Мартен и Ямайка.
Обитава скалистите дъна на морета, заливи и рифове. Среща се на дълбочина от 4,5 до 290 m, при температура на водата от 26,9 до 27,5 °C и соленост 34,9 – 36,3 ‰.